# الیزا دی فرانسیسکا
الیزا دی فرانسیسکا (ایتالیایی: Elisa Di Francisca؛ زادهٔ ۱۳ دسامبر ۱۹۸۲) یک شمشیرباز اهل ایتالیا است. او در المپیک ریو شرکت داشت.